# Jimmy Hull
Jimmy Hull, né le 15 février 1917, mort le 2 novembre 1991, est un ancien joueur américain de basket-ball. Il évolue durant sa carrière au poste d'ailier.

## Palmarès
- Champion NCAA 1939
- Most Outstanding Player 1939